# Зесхаупт
Зесхаупт (нем. Seeshaupt) — община в Германии, в земле Бавария. 
Подчиняется административному округу Верхняя Бавария. Входит в состав района Вайльхайм-Шонгау.  Население составляет 2866 человек (на 31 декабря 2010 года). Занимает площадь 29,97 км².

Зеесхаупт

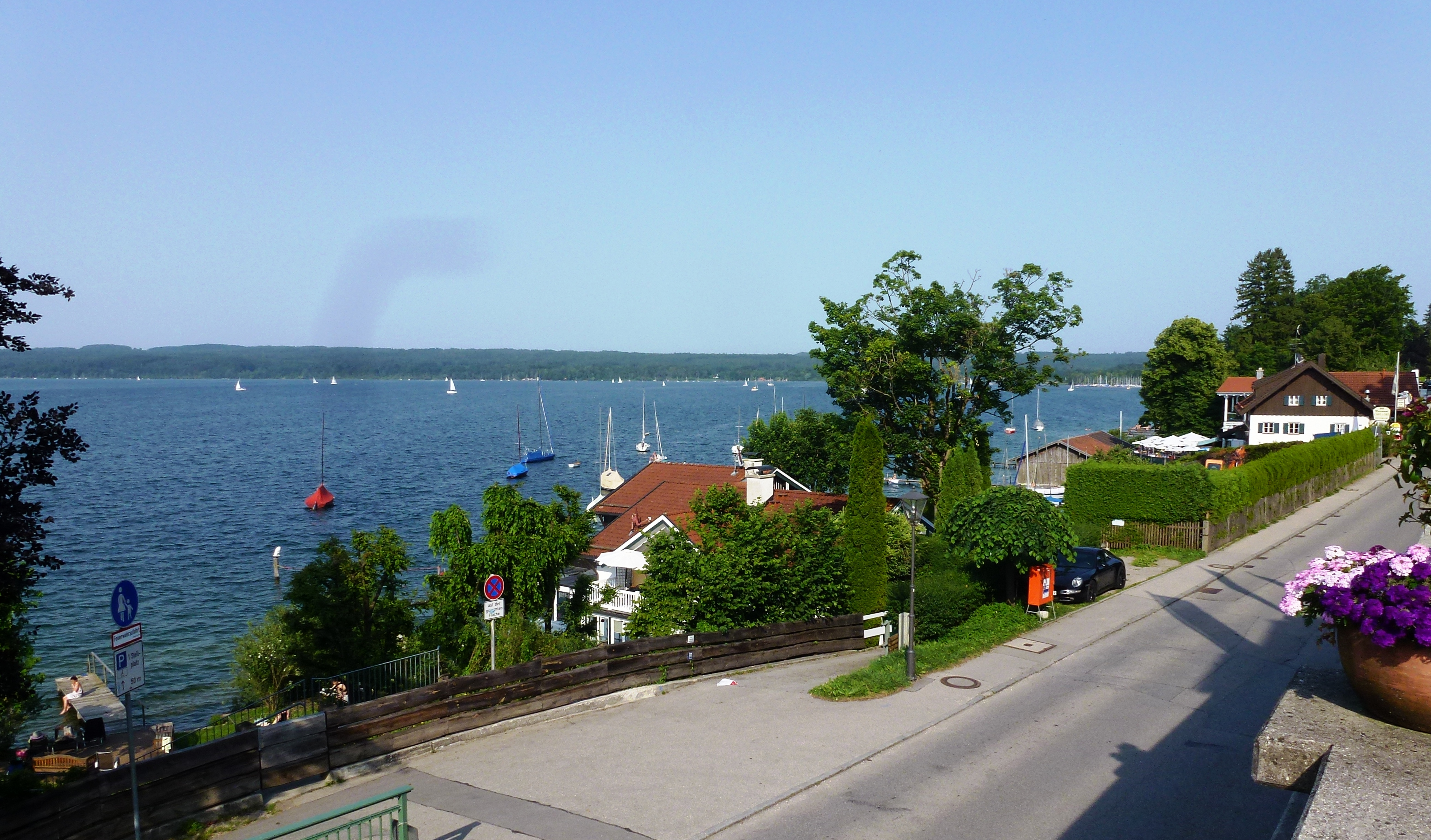
View to the Starnberger See